# Reggae na Piaskach
Reggae na Piaskach – festiwal muzyki reggae, organizowany w Ostrowie Wielkopolskim od 2001 roku z inicjatywy Jarka Wardawy (na co dzień redaktora naczelnego Gazety Ostrowskiej. Odbywa się corocznie w lipcu, na polu biwakowym nad jeziorem Piaski-Szczygliczka. Początkowo był imprezą jednodniową, zaś drugiego dnia weekendu pod szyldem "Etno-Eko Fest" grały zespoły folkowe. Począwszy od 7. edycji w 2007 roku festiwal trwa dwa dni - drugiego dnia odbywa się tradycyjnie Konkurs Młodych Talentów poświęcony pamięci Ryszarda Sarbaka, zmarłego w 2006 trębacza legendarnych zespołów Gedeon Jerubbaal oraz Basstion. Co roku główną nagrodą w konkursie, oprócz statuetki, jest markowa gitara fundowana przez przyjaciół festiwalu, zespół Big Cyc.

## Edycje festiwalu

### 2001
- odbyła się 8 lipca
- na rozpoczęcie pierwszej edycji zagrały trzy młode zespoły z Namysłowa: Jedna Bajka, Taumaturgia oraz THC-X
- następnie na scenie pojawił się zespół Bakshish ze swoim liderem Jarosławem "Jarexem" Kowalczykiem
- imprezę zamknął występ legendy reggae Michaela Blacka, mającego w swojej biografii wspólny występ z samym Bobem Marleyem; jako akompaniujący mu band wystąpili muzycy z Bakshisha

### 2002
- odbyła się 13 lipca
- wystąpiły zespoły: Aggafari, Paprika Korps, Habakuk oraz Tumbao
- na zakończenie zagrał jamajski soundsystem DJ-a Yamy

### 2003
- odbyła się 26 lipca
- wystąpiły zespoły: Za Zu Zi, Natanael, Good Religion, Village of Peace oraz Basstion
- imprezę poprowadził wokalista Gedeona Krzysztof "Symeon Ruta" Ruciński, który specjalnie na tę okazję przyjechał z Kanady, gdzie mieszka na stałe; wspólnie z muzykami Basstionu wykonał sztandarowy utwór Marleya "Get Up, Stand Up"
- specjalnym gościem zagranicznym była afrykańska formacja bębniarska Yugus

### 2004
- odbyła się 10 lipca
- wystąpiły zespoły: Bez Ogrodu, Fari, Indios Bravos, Lion Vibrations, Cała Góra Barwinków oraz Vavamuffin, a także Sidney Polak
- jako gość z zagranicy zagrał amerykański mistrz gry na gongach oraz innych egzotycznych instrumentach, Don Conreaux

### 2005
- odbyła się 30 lipca
- wystąpiły zespoły: Stage of Unity, Paraliż Band, Maleo Reggae Rockers oraz WWS All Sunrises Soundsystem
- gwiazdą zagraniczną był Lord Byron, pochodzący z Londynu rastaman-globtroter; ponieważ pozostali członkowie jego bandu nie mogli przyjechać, początkowo śpiewał tylko z towarzyszeniem swojej gitary; następnie wspólne odegranie kilku przebojów Marleya zaproponowali mu młodzi muzycy z Paraliż Band

### 2006
- odbyła się 8 lipca
- wystąpiły zespoły: Maleo Reggae Rockers, Habakuk, Druga Strona Lustra, Tabu, Dubska oraz Dr Meegdal Soundsystem
- gwiazdą zagraniczną był znany jamajski MC, King Lover, któremu podczas występu akompaniowali muzycy Maleo Reggae Rockers

### 2007
- odbyła się 14-15 lipca (była to pierwsza dwudniowa edycja festiwalu)
- pierwszego dnia wystąpiły zespoły: Konopians, EastWest Rockers, Etna Kontrabande, Jafia Namuel oraz Majestic
- jako gwiazda zagraniczna zagrał duet Jah Meek & Marlene Johnson, supportowany przez Tumbao Riddim Band
- drugiego dnia odbyła się pierwsza edycja Konkursu Młodych Talentów; udział wzięły zespoły: Świadomość (I nagroda), Project Zion, Natural Mystic oraz Naaman
- imprezę zakończył koncert poświęcony pamięci zmarłego niemal dokładnie rok wcześniej Ryszarda Sarbaka; zagrali m.in. jego dawni koledzy z Gedeona i Basstionu, na czele z Symeonem Rutą i Przemysławem "JahJah" Frankowskim

### 2008
- odbyła się 12-13 lipca
- pierwszego dnia wystąpiły zespoły: Ares & The Tribe, Cała Góra Barwinków, Dreadless Lions, Gedeon Jerubbaal oraz Dubska (wraz z legendą rosyjskiego reggae, wokalistą Jah Division Gerą Moralesem)
- największą atrakcją był wspólny koncert jamajskiej grupy Twinkle Brothers i polskiej kapeli góralskiej Trebunie-Tutki
- w Konkursie Młodych Talentów udział wzięli: Alicetea (I nagroda), Fire In The Hole, Radical Garaża, Sakra oraz Skanabis; na zakończenie gościnnie zagrał ubiegłoroczny zwycięzca konkursu, zespół Świadomość

### 2009
- odbyła się 4-5 lipca
- pierwszego dnia wystąpiły zespoły: Bakshish (wraz ze śląskim nawijaczem Bob One'm), Tabu, Lion Vibrations oraz Paraliż Band; gwiazdą zagraniczną był (obdarzony łudząco podobnym do Boba Marleya głosem) jamajski wokalista Errol "Organs" Anderson wraz ze swoim riddim bandem Trenchtown Experience
- w Konkursie Młodych Talentów udział wzięli: Pajujo (I nagroda), PaRasSol, Raggamoova oraz Sunflowers; na zakończenie gościnnie zagrał ubiegłoroczny zwycięzca konkursu, zespół Alicetea

### 2010
- odbyła się 3-4 lipca
- była to jubileuszowa, 10. edycja festiwalu
- pierwszego dnia wystąpiły zespoły: Ares & The Tribe, Etna Kontrabande oraz Za Zu Zi; jako gwiazda zagraniczna zagrał holendersko-jamajski projekt Amsterdam Attack
- w Konkursie Młodych Talentów udział wzięli: Bethel (I nagroda), Star Guard Muffin, Czerniejewska oraz Make Progress; na zakończenie gościnnie zagrał ubiegłoroczny zwycięzca konkursu, zespół Pajujo
- nowością była działająca niemal non-stop osobna scena soundsystemowa "Rootz Tent", prowadzona m.in. przez DJ-a Leo, Abselektora i MC Globymana

### 2011
- odbyła się 2-3 lipca
- pierwszego dnia wystąpiły zespoły: Bakshish, Erijef Massiv, Esta Selecta, Natural Mystic Akustycznie, Sedativa, Star Guard Muffin; gwiazdami z zagranicy byli dwaj jamajscy wokaliści, Ras Zacharri oraz Ras Lawi
- w Konkursie Młodych Talentów udział wzięli: Raggafaya (I nagroda), Rajah, Sharpi oraz Zebra; na zakończenie gościnnie zagrał ubiegłoroczny zwycięzca konkursu, zespół Bethel, a także gość specjalny z Niemiec, Uwe Banton

### 2012
- odbyła się 14-15 lipca
- pierwszego dnia wystąpiły zespoły: Habakuk, Jahoo, Foliba, Zebra, Osterdam Sound System oraz gwiazdy z zagranicy: Jah Mason & The House of Riddim (Jamajka), Sebastian Sturm & Exile Airline (Niemcy) i Maikal X (Holandia)
- w Konkursie Młodych Talentów udział wzięli: Bez Jahzgh (I nagroda), Bongostan, Mazari oraz Positive Message; na zakończenie gościnnie zagrał ubiegłoroczny zwycięzca konkursu, zespół Raggafaya

### 2013
- odbyła się 20-21 lipca
- hasłem przewodnim imprezy było "30 lat reggae w Polsce"
- pierwszego dnia wystąpiły zespoły: Bakshish, Gedeon Jerubbaal, Izrael, Vavamuffin oraz Rokosz (specjalnie reaktywowany na tę jedyną okazję po niemal 25 latach od rozwiązania zespołu)
- w Konkursie Młodych Talentów udział wzięli: Roots Rockets (I nagroda), Ayarise, Ferendżi, Los Grandes Rudeboys oraz Yelram; na zakończenie gościnnie zagrał ubiegłoroczny zwycięzca konkursu, zespół Bez Jahzg